# Von Rosenheim
von Rosenheim var en svensk adelsätt, som tidigare hette Rozelius.
Gabriel Anrep uppger att ättens stamfader är en Jacobus Thomaesson som skulle ha varit född i Norrland och ha varit handlade i norrländska städer och i Stockholm. Det är inte känt om han använde släktnamnet Rozelius. Hans son filosofie magister Thomas Jacobi Rozelius var den förste rektorn för Piteå trivialskola på 1630-talet och sedan kyrkoherde. Thomas Rozelius hustru, Anna Sundel, var dotter till Piteås borgmästare Olof Sundel, vars mormor, enligt Anrep, hette Carin Burman och tillhörde Bureätten.
Makarna fick sonen Olaus Thomae Rozelius som var lektor i logik vid Härnösands gymnasium under slutet av 1600-talet. Han var släkt med sin hustru Magdalena Plantin. Hennes farmor tillhörde Bureätten, och hennes mor Kristina Steuchia var syster till ärkebiskop Mattias Steuchius, även dessa av Bureätten.
Olof Olofsson Rozelius, son till föregående makar, var landssekreterare och sedan assessor i Svea hovrätt. I yngre år hade han varit kanslist i krigsexpeditionen, och som sådan bevistat fältkansliet under belägringen av Stralsund och ett fältslag i Norge. Hans hustru var Catharina Margareta von Kraft som tillhörde den ointroducerade adeln. Deras barn adlades 1758 med namnet von Rosenheim, och den ende sonen Johan introducerades år 1776 på nummer 2048.
Denne Johan von Rosenheim var underkonduktör i Fortifikationen när han 1745 gick i utländsk tjänst, och var major i Hessen när han adlades. Sedermera övergick han i svensk tjänst där han så småningom blev överstelöjtnant vid Jämtlands regemente och fick avsked som överste. Hans hustru, Clausina de Graff, tillhörde en patriciersläkt och var hugenott. Hon inflyttade till Sverige med tre tunnor holländska gulden, men förmögenheten gick snart förlorad. De fick två söner, Wilhelm och Adolf. Vilhelm von Rosenheim var legationssekreterare vid det brittiska hovet och lärare för blivande kung Gustav IV Adolf, men är mest känd som "den svenska Racine". Alla hans barn avled i unga år. Hans bror Adolf von Rosenheim var överstelöjtnant i svenska armén, och generallöjtnant i Neapel. Hans ende son, Ludvig, var överste i Neapel, och dennes son Ferdinand geniofficer där. Ätten anses utgången i Sverige.